# 灰色紅脂鯉
灰色紅脂鯉，為輻鰭魚綱脂鯉目脂鯉亞目狼牙脂鯉科的其中一個種，分布於中美洲千里達淡水流域，體長可達20.2公分，棲息在淡水水域，生活習性不明。